# Utricularia vitellina
Utricularia vitellina este o specie de plante carnivore din genul Utricularia, familia Lentibulariaceae, ordinul Lamiales, descrisă de Ridley. Conform Catalogue of Life specia Utricularia vitellina nu are subspecii cunoscute.